# Middle Village – Metropolitan Avenue (métro de New York)
Middle Village – Metropolitan Avenue est une station du métro de New York située dans le quartier de Middle Village, dans le Queens. Elle constitue le terminus de la BMT Myrtle Avenue Line, issue de l'ancien réseau de la Brooklyn-Manhattan Transit Corporation (BMT). Sur la base de la fréquentation, la station figurait au 329e rang sur 421 en 2012.
Elle sert de terminus à un unique service : les métros M y transitent 24/7.